# Municipio de Miquihuana
El municipio de Miquihuana es uno de los 43 municipios en los que se encuentra dividido el estado mexicano de Tamaulipas, localizado en la zona suroeste del estado, su cabecera es el pueblo de Miquihuana.
Colinda al norte y al noroeste con el estado de Nuevo León, al sur con el municipio de Bustamante y el Municipio de Palmillas y al este con el municipio de Jaumave. Su nombre se debe a uno de sus primeros pobladores, de nombre Mecahuanna, quien encabezó un grupo de personas, estableciéndose en lo que es hoy, la cabecera municipal.

## Historia
La Villa de Miquihuana fue establecida el 14 de mayo de 1849 bajo el nombre de Congregación de San Juan de Miquihuana, según un decreto firmado por el gobernador Jesús Cárdenas en esa misma fecha. Posteriormente, el 29 de junio de 1849, el general Antonio Canales, quien había sido designado como agrimensor por el Gobierno del Estado, se trasladó al lugar conocido como “La Miquihuana” con el propósito de delimitar los terrenos de la nueva villa. En esta tarea, fue acompañado por el ciudadano Francisco Nava, quien era el primer alcalde de la Villa de Bustamante y actuó como juez durante el proceso.
En aquella época, la planificación de la Villa de Miquihuana se realizó de este a oeste y de sur a norte, estableciendo que las calles tuvieran una medida de 20 varas, mientras que los solares se diseñaron con un frente de 33 varas y un fondo de 50 varas. Los fundadores de la villa incluyeron, además del General Antonio Canales, a 183 familias provenientes de diferentes regiones: 95 del estado de Nuevo León, 85 de Tamaulipas y 3 de San Luis Potosí.
Este esfuerzo conjunto no solo marcó el inicio de una nueva comunidad, sino que también reflejó la colaboración y el espíritu pionero de sus habitantes, quienes se unieron para construir un futuro prometedor en la región. La Villa de Miquihuana, con su trazado cuidadosamente planificado y su comunidad diversa, se convirtió en un ejemplo de desarrollo y organización en el siglo XIX.

## Medio Físico
La cabecera, villa de Miquihuana, se encuentra entre los 23º33' latitud norte y los 99º48' longitud oeste, a una altitud de 1.892 metros sobre el nivel del mar.
La extensión territorial del municipio es de 1,055.88 kilómetros cuadrados, que equivale al 1.13% de la superficie del estado.
Presenta tres formas características del relieve: las zonas accidentadas, localizadas al noreste del municipio, con pendientes que fluctúan entre el 30 y 50% de terrenos cerriles o escarpados, que abarcan el 77.3% de la superficie municipal, las zonas semiplanas, localizadas al sureste y formadas por terrenos con pendientes del 6% y que abarcan el 14.4% restante.
En el municipio existen seis manantiales; cerca de la cabecera municipal, se localizan dos, el Ojo de agua, y Ojo de agua de Gaspar, los cuales abastecen a la población, por su relativa cercanía a la cabecera.
Su clima es templado y extremoso, con lluvias en verano, hacia el noreste; templado intermedio y extremoso en la porción centro y sureste. Anualmente, las temperaturas mínimas que se registran son de 4 °C y las máximas de 31 °C.
Las lluvias empiezan desde el mes de julio, hasta septiembre, con precipitaciones pluviales de 500 a 700 milímetros. Los meses más calurosos son de mayo a agosto. En invierno predominan los vientos del norte.
Desde el norte hacia el este, se localiza el bosque aciculfolio; el resto del municipio es predominado por vegetación de matorrales espinosos.
El suelo del municipio es montañoso y forestal. En el extremo sureste, litosol.

## Población
La población total del municipio es de 3,704 habitantes, de los cuales el 51.6% son hombres y 48.4% son mujeres, según el INEGI en el año 2020. La villa de Miquihuana es la localidad más poblada contando con 1,398 habitantes, seguida de las localidades de La Peña con 707 habitantes y San José del Llano con 669 habitantes.

## Educación
En todo el municipio, se encuentran 21 planteles escolares, de los cuales 8 son jardines de niño, 10 escuelas primarias, 2 escuelas secundarias, 1 profesional medio, y no cuenta con universidades. La infraestructura existente en el municipio, se considera suficiente para atender a la población demandante.
El nivel preescolar se imparte en tres localidades del municipio: el ejido San José del Llano, la colonia agrícola La Peña, y la Villa de Miquihuana. La educación primaria está distribuida en la cabecera municipal y el medio rural, y la media básica, únicamente en la cabecera.

## Infraestructura Social y de Comunicaciones
La población del municipio es atendida por la Secretaría de Salud, por medio de un centro de salud tipo C, ubicado en la Villa de Miquihuana, y por el Instituto Mexicano del Seguro Social (IMSS).
En cuanto al fomento deportivo en el municipio, la presidencia municipal y algunas instituciones educativas se han encargado de atender la infraestructura deportiva, contando con lugares para la práctica del voleibol, fútbol, basquetbol y béisbol.
En la cabecera municipal se encuentra una agencia postal, servicio de radio gobierno, transmisiones de radio de Nuevo León, San Luis Potosí y Ciudad Victoria, así como la señal de televisión del canal 2 de la Ciudad de México. Además de contar con cobertura de telefonía móvil a través de la Telcel y telefonía fija e internet con la compañía Telmex
Como medio de transporte existe únicamente la línea de autobuses, Transpais, que cuenta con 2 corridas al día con la ruta Miquihuana - Jaumave y Miquihuana - Cd. Victoria.
A la cabecera municipal, la comunican la carretera Palmillas-Miquihuana, inaugurada en el año de 1996 (siendo presidente municipal el Sr. Francisco Alejos Becerra) el día 21 de febrero y la carretera Victoria-Tula, que a su vez en un camino de 42 kilómetros comunica a la colonia agrícola La Peña y Altamira.

## Economía
Las principales actividades económicas del municipio son la agricultura y la ganadería. En el municipio, los cultivos principales son de maíz, frijol y cebada, mientras que las especies que se crían en el municipio son: caprino, bovino, equino, porcino y ovino.
El sector de la industria  destaca la industria madedera que es la principal fuente de empleos en el municipio, pero a lo largo de este, podemos encontrar pequeños yacimientos de oro, plata, cobre, zinc, fluorita, barita y alabastro.
El comercio, es un sector importante en el municipio, carnicerías, tortillerías, abarrotes, dulcerías, papelerías, farmacías, tiendas de la CONASUPO, del sector público, privado y social, tiendas de ropa, fruterías y legumbres, cantinas y boticas, son dominantes en todo el municipio.
La principal atracción natural en el municipio es la Sierra Peña Nevada; el punto más alto de Tamaulipas, ahí se encuentra un monumento de la guarda raya de los estados con placas metálicas de Tamaulipas y Nuevo León. En los ejidos de Marcela, Aserradero y Valle Hermoso, existen parajes de bosques altos cuya principal atracción es la cacería de osos, venado cola blanca y tigre. Entre los atractivos culturales, destacan la Iglesia de San Juan Bautista, construida en el siglo XIX, en el año de 1879, 30 años después de su fundación, ubicada a un costado de la plaza principal.

## Cultura
En el municipio existen algunas fiestas populares, el día 24 de junio se celebra el día de San Juan Bautista, la feria empieza tradicionalmente, el día 20 de junio hasta el 28 o 30 del mismo mes, con entradas de cera, pastorelas y danzas. En San José del Llano se celebra el Dulcísimo Nombre de Jesús, representando la crucifixión, con danzas a pie y a caballo y con pastorelas.
En cuanto a la música se refiere, existe una canción, compuesta por la Doctora Martha Chávez Padrón, para Miquihuana:
Una blanca ciudad tú me pareces
donde tus hijos van asemejando
un recuerdo ancestral, igual que cuando
se enfrentaron las flechas y las preces.
El sotol bien guisado nos ofreces;
la plaza empedrada por donde ando
tu sabor de provincia admirando
y el perfume serrano que guareces.
En la sierra, cual reina solitaria,
cerca del cielo brillas como broche;
y en rumor te proclama soberana
es el gorjear de un ave solitaria
que rompe los cristales de la noche
para cantar tu nombre Miquihuana.

## Gobierno
El ayuntamiento municipal está integrado por un presidente municipal, un síndico y cuatro regidores.
La organización y estructura de la administración pública municipal está compuesta por: el presidente municipal, la secretaría del ayuntamiento, finanzas, contraloría, obras públicas, seguridad pública y vialidad e inspector de pieles y ganado.
El municipio pertenece al IV Distrito Electoral Local, con cabecera en Jaumave, comprendiendo además los de Bustamante, Palmillas y Tula. Pertenece al 5.º distrito electoral federal.